# Red Oak (Oklahoma)
Red Oak es un pueblo ubicado en el condado de Latimer en el estado estadounidense de Oklahoma. En el año 2010 tenía una población de 	549 habitantes y una densidad poblacional de 228,75 personas por km².

## Geografía
Red Oak se encuentra ubicado en las coordenadas 34°57′6″N 95°4′51″O / 34.95167, -95.08083 (34.951669, -95.080890).

## Demografía
Según la Oficina del Censo en 2000 los ingresos medios por hogar en la localidad eran de $20,461 y los ingresos medios por familia eran $25,625. Los hombres tenían unos ingresos medios de $27,188 frente a los $21,250 para las mujeres. La renta per cápita para la localidad era de $11,270. Alrededor del 25.5% de la población estaban por debajo del umbral de pobreza.